# Dalal bint Saud Al Saud
Dalal bint Saud Al Saud (n. 1957, Riad, Arabia Saudită – d. 10 septembrie 2021) a fost o prințesă, activistă și filantropă saudită. Fiind membră a dinastiei Saud, era cunoscută pentru activitățile sale privind bunăstarea tinerilor și a copiilor aflați în pericol. S-a născut în anul 1957 în Riad, Arabia Saudită.

## Biografie

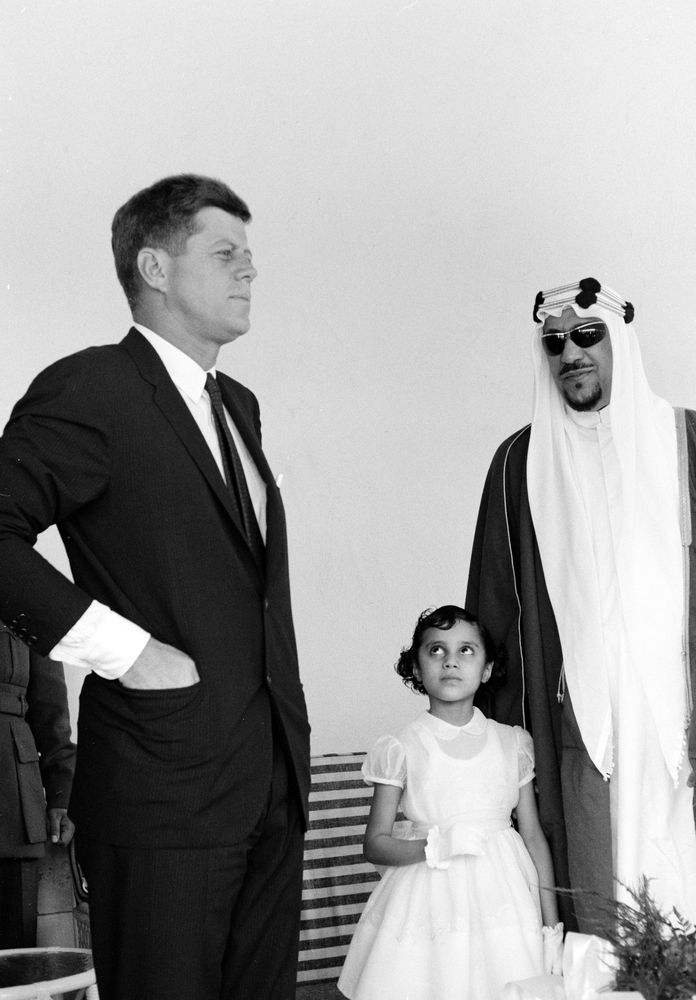
Prințesa Dalal, între tatăl ei, regele Saud și președintele american John F. Kennedy

Prințesa Dalal a fost una dintre fiicele regelui Saud, al doilea conducător al Arabiei Saudite .  Mama ei era Terkiyah Mohammed Al Abdulaziz.  Printre frații prințesei Dalal se numărau prințul Mansour, prințul Abdullah și prințul Turki. 
Prințesa Dalal a fost prima soție a regelui și omului de afaceri saudit Al Waleed bin Talal Al Saud .   Când s-au căsătorit, prințul Talal, socrul ei, i-a dat un colier de 200.000 de dolari drept cadou de nuntă pe care l-a vândut pentru a strânge bani pentru soțul ei.  Dalal bint Saud a divorțat de prințul Al Waleed cu care are doi copii: prințesa Reem și prințul Khalid .  Fiul lor s-a născut în California în 1978.  Prințesa Reem s-a născut în 1982. 
Dalal bint Saud a fost unul dintre membrii onorifici ai consiliului de administrație al Fundației Legacy of Hope, o organizație axată pe reforma asistenței medicale pentru copii din întreaga lume.  Ea s-a implicat în diferite campanii și programe care vizează tinerii și copiii cu risc   și asistența maternală pentru acest grup. 
În februarie 2021, fiica ei, prințesa Reem, a scris pe Twitter că prințesa Dalal a fost operată pentru a elimina o tumoare.  A murit la 10 septembrie 2021 din cauza cancerului. 